# Giorgio De Simone
Giorgio De Simone (Milano, 1932 – Milano, 2024) è stato uno scrittore italiano.

## Carriera
È autore di articoli pubblicati sul quotidiano Il Giorno (anni Ottanta)  e su Avvenire, il quotidiano su  cui tiene una rubrica di cultura  e sport con cadenza settimanale.
Ha compiuto tutti gli studi nella sua città natale, fino alla laurea in lettere moderne, esordendo molto giovane  con racconti su periodici a larga diffusione. Ha lavorato nella grande industria e si è occupato prevalentemente di giornalismo e comunicazione.

### Scritti sul giornalismo
- Il lettore arrabbiato, ed. Pola, copertina di Armando Testa, 1976

### Romanzi
Dal 1977 ha pubblicato  i seguenti romanzi:
- La gabbia di carta, Edizioni Paoline, Milano 1977
- L'escluso, Mondadori, Milano 1980 (Premio Endine 1980)
- L'incisione, Rizzoli, Milano 1981 (Premio Città di Penne 1981)
- L'Armonista, Rizzoli, Milano 1984 (Premio Stresa di Narrativa 1984; selezione premio Viareggio 1985; Premio Europa 1985; Premio Annese 1986)
- Il caso Anima, Rizzoli, Milano 1988 (Premio M. Cristina 1990)
- L'isola dei pantèi, Sellerio editore, Palermo 1998 (Premio Latina 1999), tradotta in rumeno con il titolo Isola fermecatâ, Editore Meronia, Bucarest, 2008
- Mondo prossimo, Edizioni Ares, Milano 2004
- Era un giorno di 32 ore, Sellerio editore, Palermo 2006
- Michele tiene all'Inter ma crede in Dio, Edizioni Medusa, Milano 2012